# بنیدن-هاس‌ترخت
بنیدن-هاس‌ترخت (به هلندی: Beneden-Haastrecht) یک منطقهٔ مسکونی در هلند است که در کریمپنروارد واقع شده‌است. بنیدن-هاس‌ترخت ۱۱۰ نفر جمعیت دارد.